# اسپرز (پنسیلوانیا)
اسپرز (به انگلیسی: Aspers) یک منطقهٔ مسکونی در ایالات متحده آمریکا است که در شهرستان آدامز، پنسیلوانیا واقع شده‌است. اسپرز ۱٫۴۲ کیلومتر مربع مساحت و ۳۵۰ نفر جمعیت دارد.